# Watson Peninsula
Watson Peninsula är en udde i Antarktis. Den ligger i Sydorkneyöarna. Argentina och Storbritannien gör anspråk på området.
Terrängen inåt land är kuperad åt sydväst, men åt nordost är den platt. Havet är nära Watson Peninsula åt nordost. Trakten är obefolkad. Det finns inga samhällen i närheten.